# 35446 Stáňa
35446 Stáňa è un asteroide della fascia principale. Scoperto nel 1998, presenta un'orbita caratterizzata da un semiasse maggiore pari a 2,3529953 UA e da un'eccentricità di 0,2323659, inclinata di 6,33233° rispetto all'eclittica.